# Moorsel (Flandre-Orientale)
Pour les articles homonymes, voir Moorsel.
Moorsel est une section de la ville belge d'Alost dans le Denderstreek, située en Région flamande dans la province de Flandre-Orientale. C'était une commune à part entière avant la fusion des communes de 1977.

## Démographie

### Évolution démographique
- Sources : INS, Rem. : 1831 jusqu'en 1970 = recensements, 1976 = nombre d'habitants au 31 décembre[2].

## Particularités
- Comme d'autres communes, Moorsel a sa figure emblématique ; en l'occurrence Domien Camiel De Rop, surnommé Pee Klak.
- Le village est aussi connu pour le tapis de fleurs, illustrant une scène typique du temps passé, réalisé à l'occasion de la fête annuelle « Pikkeling » qui se tient le dernier week-end de juillet.

## Personnalité
- Sainte Gudule serait née (à une date indéterminée) et morte (vers 714) à Moorsel. Ses reliques furent plus tard transférées à Bruxelles.